# O. K. Machine Works
O. K. Machine Works war ein US-amerikanischer Hersteller von Automobilen.

## Unternehmensgeschichte
Das Unternehmen hatte seinen Sitz in Buffalo im US-Bundesstaat New York. Es stellte Kraftübertragungen und andere Teile für Kraftfahrzeuge her. 1904 begann die Produktion von Automobilen. Der Markenname lautete Red Jacket. 1905 endete die Fahrzeugproduktion.
Anfang Februar 1908 folgte der Bankrott.

## Fahrzeuge
Es sind nur Daten zu einem Modell überliefert. Es hatte einen wassergekühlten Zweizylindermotor mit 12 PS Leistung. Er war vorne im Fahrzeug montiert und trieb über ein Dreiganggetriebe und zwei Ketten die Hinterachse an. Das Fahrgestell hatte 221 cm Radstand. Der Aufbau war laut einer Quelle ein offener Tourenwagen und laut einer anderen Quelle ein Tonneau mit Heckeinstieg. Auffallend war ein einzelner Scheinwerfer vor der Motorhaube. Der Neupreis betrug 1500 US-Dollar.